# Ахтергук (Нейкерк)
Ахтергук (нід. Achterhoek, нід. вимова: [ˈɑxtərˌɦuk]) — селище в нідерландській провінції Гелдерланд. Входить до муніципалітету Нейкерк. Перша згадка про населений пункт датується 1608 роком, його назва буквально перекладається як «віддалений куток».